# Vatapá
Il vatapá è un piatto brasiliano, tipico della cucina baiana ma preparato anche in altri stati del Brasile, come il Pará. Le sue origini sono da ricercare nella cucina degli schiavi africani deportati nel Sud America.
Ha consistenza cremosa e gli ingredienti tipici sono: pane o farina, le teste di alcuni grossi pesci, peperoncino rosso, arachidi, anacardi, latte di cocco, cipolla, pomodoro, zenzero, coriandolo, olio di dendê e olio d'oliva. È servito accompagnato con gamberetti, baccalà, pesce in genere o anche carne di pollo. Il vatapá è utilizzato per riempire, insieme ad altro, uno dei cibi tipici della cucina baiana, l'acarajé. Una ricetta dettagliata del vatapà è inserita nel romanzo di Jorge Amado Dona Flor e i suoi due mariti, corredata di note del traduttore sulle possibili varianti.